# Bahnpost (Deutschland)

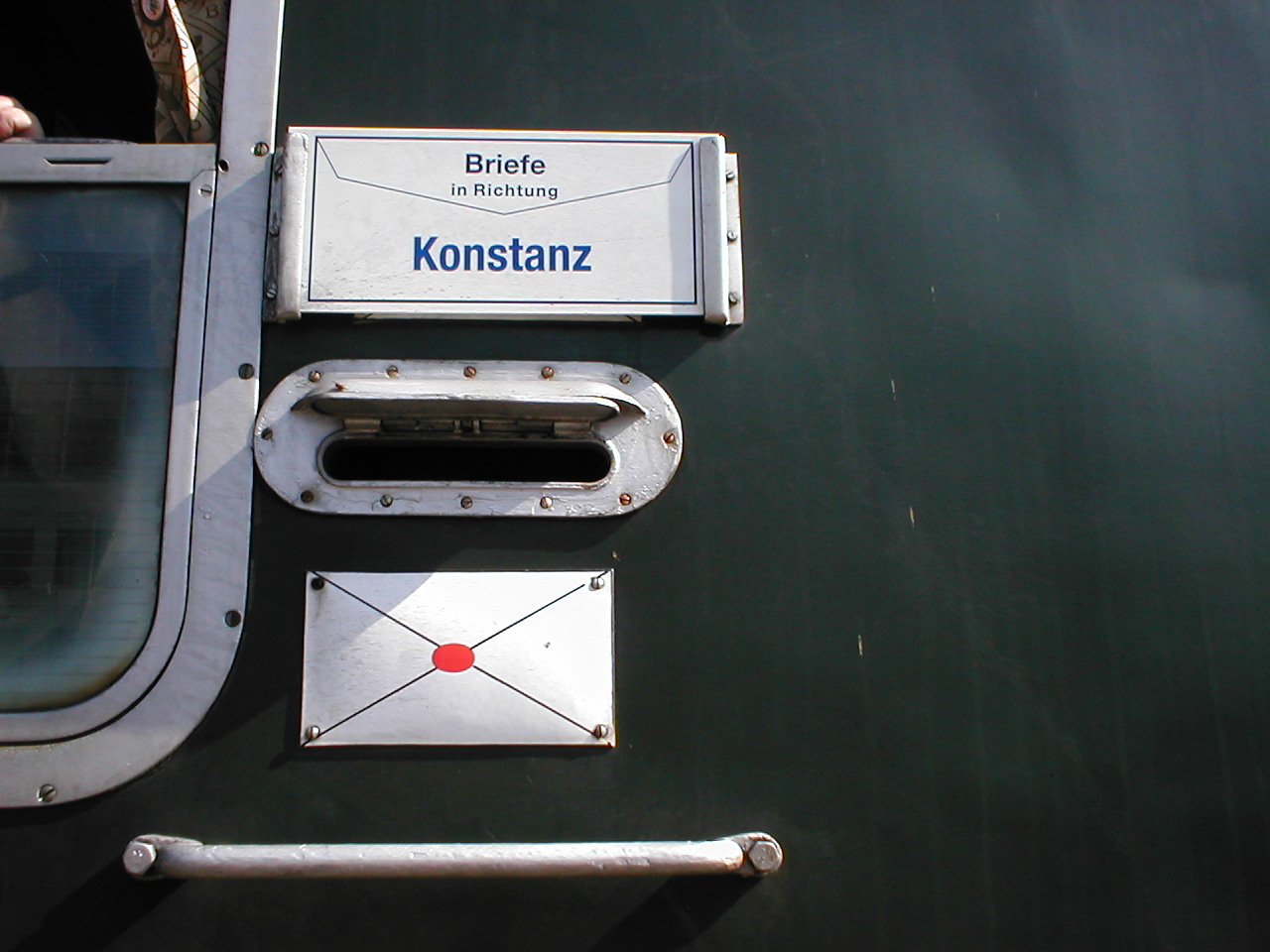
Bahnpost-Briefkasten der Deutschen Bundespost um 1990

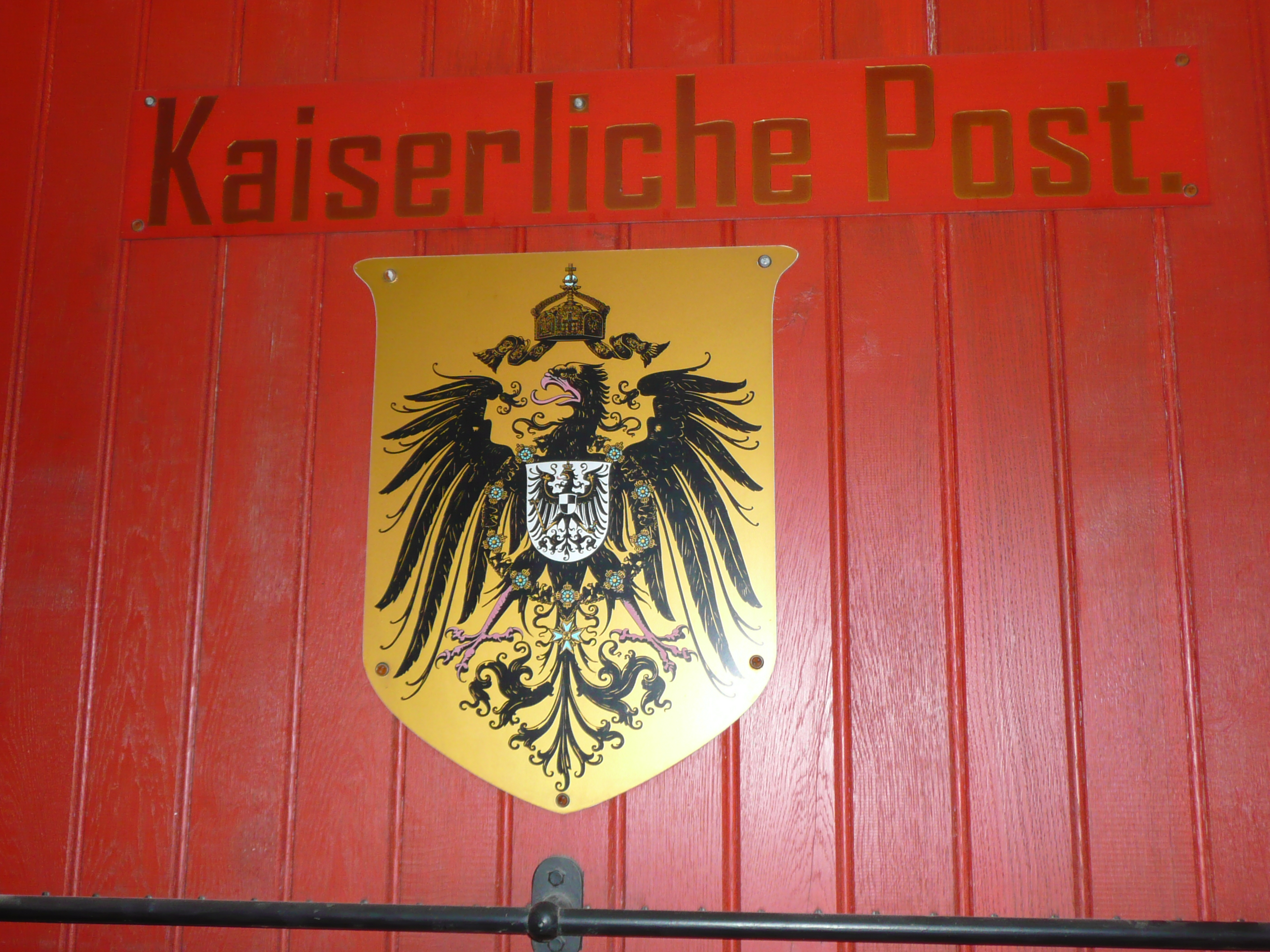
Wappen aus dem Jahr 1908 auf einem Postwagen der Kaiserlichen Post Sachsen von 1908

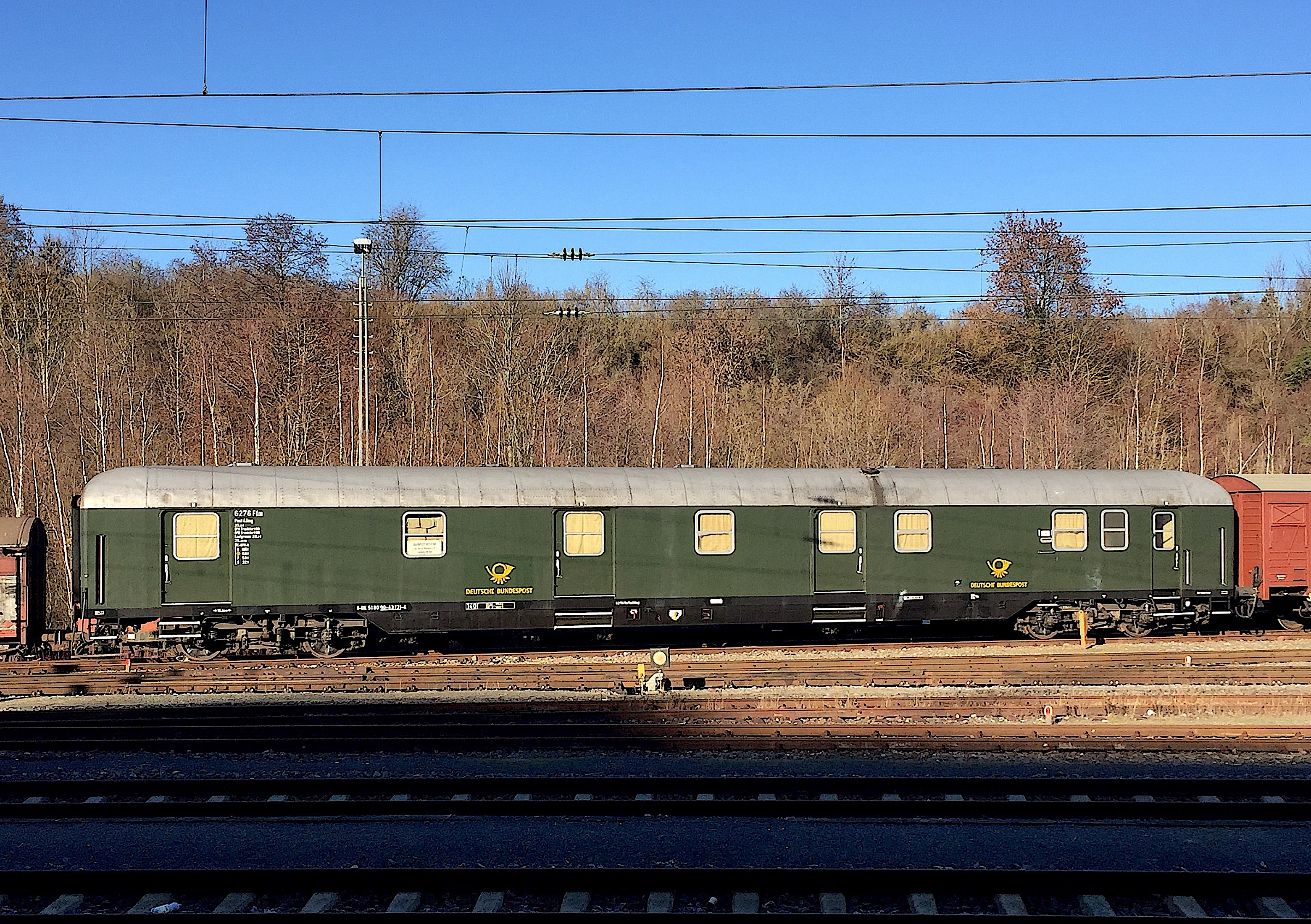
Bahnpostwagen der Deutschen Bundespost in Rottweil

Die Bahnpost in Deutschland trat an die Stelle der Beförderung von Postsendungen durch Postreiter und Postkutschen. Sie war in der gesamten Zeit der Reichspost das Rückgrat der Postbeförderung. Auch nach dem Zweiten Weltkrieg nutzten die Deutsche Bundespost und die Deutsche Post der DDR die Möglichkeiten der Bahn. Fahrzeiten der oft planmäßigen Fernzügen beigestellten oder als gesonderter (Güter-)Zug verkehrenden Bahnpostwagen waren in einem speziellen Postkursbuch veröffentlicht. Nach der Wiedervereinigung, der bereits begonnenen Postreform und dem Aufkommen von Sortierzentren am Rand der Städte wurde die Beförderung der Sendungen auf LKW umgestellt.

## Geschichtliche Entwicklung

### Baden
Die badische Postverwaltung nutzte das neue Verkehrsmittel Eisenbahn bereits unmittelbar nach dessen Inbetriebnahme 1840 zur begleiteten Mitnahme von Postsendungen. Badische Bahnposten, mit Umarbeitung der Post durch Postconducteure, verkehrten vom 1. April 1848 an in einigen von Heidelberg ausgehenden Zügen. Die Leitung des Eisenbahnpostdienstes war, solange Baden ein eigenes Postwesen besaß (bis 31. Dezember 1871), zunächst Aufgabe der Postämter in Karlsruhe, Basel und Konstanz, später der drei Eisenbahnpostämter in Karlsruhe, Mannheim und Konstanz.

### Preußen
Am 3. November 1838 erschien in Preußen das Gesetz über die Eisenbahnunternehmungen. § 36 behielt der Postverwaltung vor, die Eisenbahnen zur Beförderung von postmäßigen Versendungen zu benutzen. Ein erster Bahnpostwagen wurde 1841 zwischen Berlin und Leipzig eingesetzt. Die Einführung des neuen Speditionsverfahrens, des Bahnpostdienstes selbst, erfolgte am 1. Mai 1849. Acht Post-Speditions-Ämtern wurden die in den Zügen tätigen Post-Speditions-Bureaus unterstellt. Die Vorsteher dieser Ämter waren anfänglich Postsekretäre, später Postdirektoren (in den 1850er Jahren wurden die Ämter – je nach ihrem Geschäftsumfang – von Beamten des höheren oder des gehobenen Dienstes geleitet). Am 29. Januar 1856 erhielten die Speditionsämter und die Bureaus den Namen Eisenbahn-Post-Amt und Eisenbahn-Post-Bureau. Zur Beaufsichtigung des preußischen Bahnpostdienstes wurde am 1. April 1850 ein Eisenbahn-Postinspektor eingesetzt, dessen Stelle aber bereits 1854 wieder eingezogen wurde; seine Dienstgeschäfte gingen auf die Bezirks-Postinspektoren über.
Mit dem Preußischen Kleinbahngesetz bzw. dem Gesetz über Kleinbahnen und Privatanschlußbahnen vom 28. Juli 1892 wurden mit dem Paragraphen 42 die Kleinbahnen, zu denen damals auch die Straßenbahnbetriebe gehörten, zu Leistungen für die Postzustellung verpflichtet.

### Hamburg
In Hamburg wurden gesammelte Postsendungen ab 1917 mit der Straßenbahn befördert, ab 1920 gab es bei den Linien, die an Hamburgs Zentralpostämtern (Stephansplatz und Hauptbahnhof) vorbeifuhren, an den Fahrzeugen Briefkästen für den individuellen Einwurf von Postsendungen. Dieser Dienst wurde bis 1958 geboten.

Literatur:
- Erich Kuhlmann: Post und Straßenbahn in Hamburg, Postgeschichtliche Blätter Hamburg 1978, Heft 21
- Hermann Hoyer: Die Hamburger Straßenbahn, Wagenpark, 1. Teil 1894 bis 1921, Hamburg 1977, VVM
- Harald Krieg, Thomas Kahlbom: Postbeförderung mit der Hamburger Straßenbahn, Norderstedt 2005

### Weitere deutsche Länder

Sächsischer Bahnwagen mit Postabteil um 1860

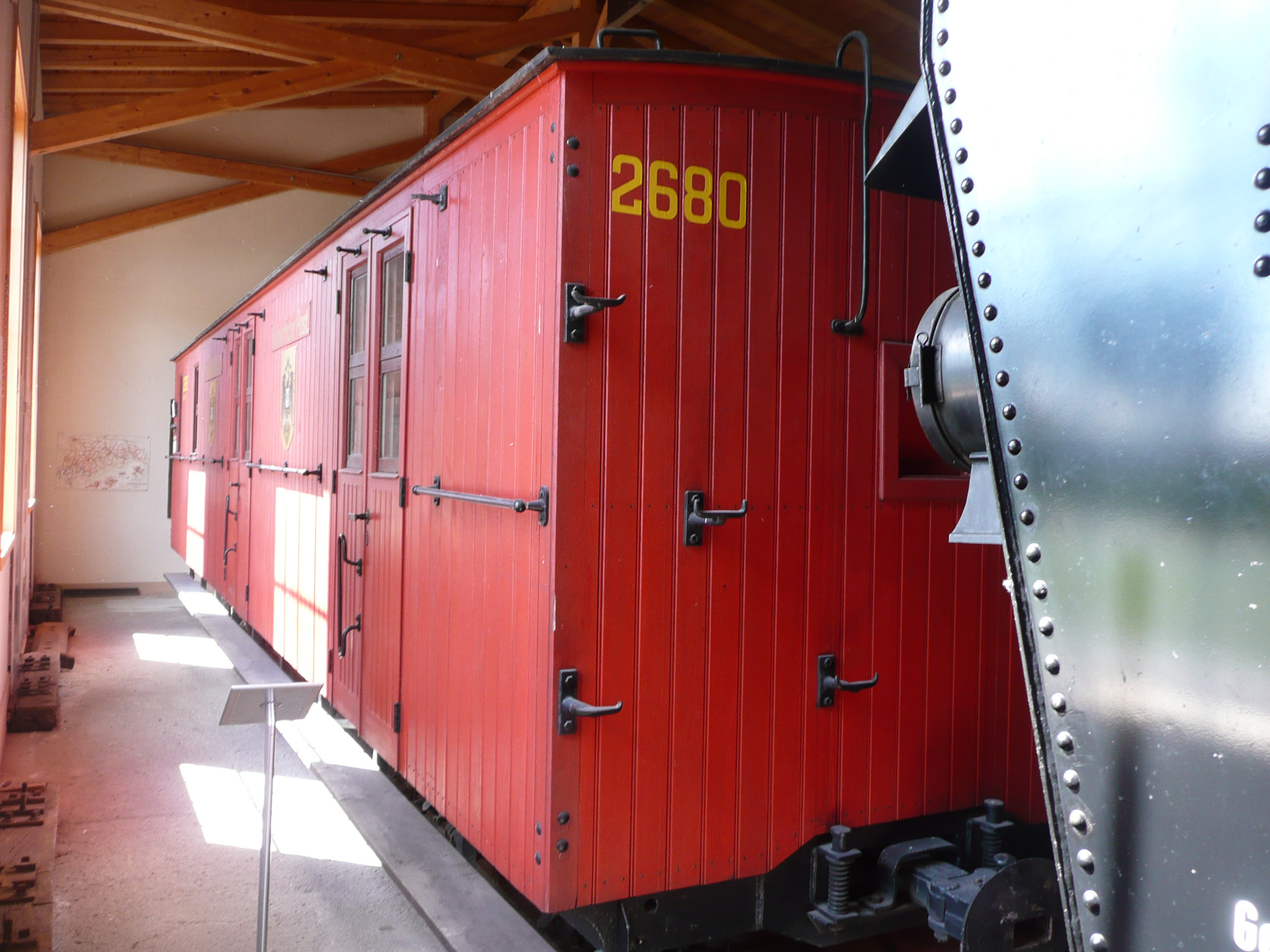
Bahnpostwagen Nr. 2680 aus dem Jahr 1908 im Bahnbetriebswerk Wilsdruff

### Deutsches Reich

#### Reichsgebiet

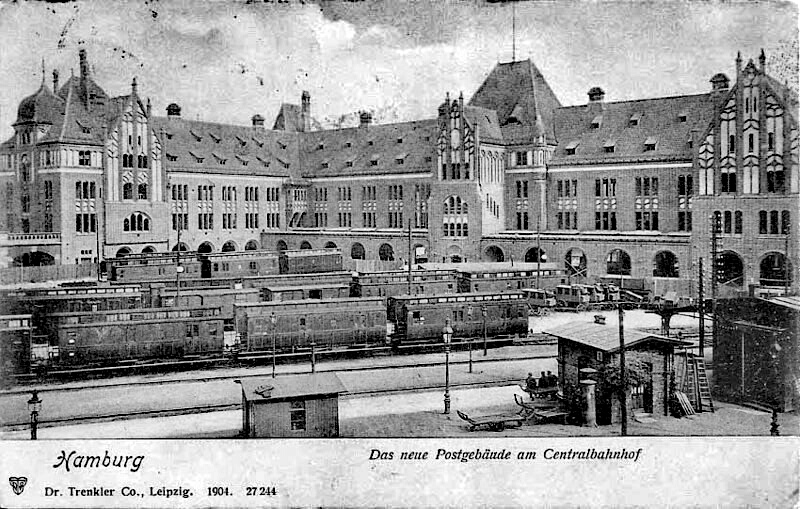
Bahnpostamt Hamburg-Hühnerposten 1904

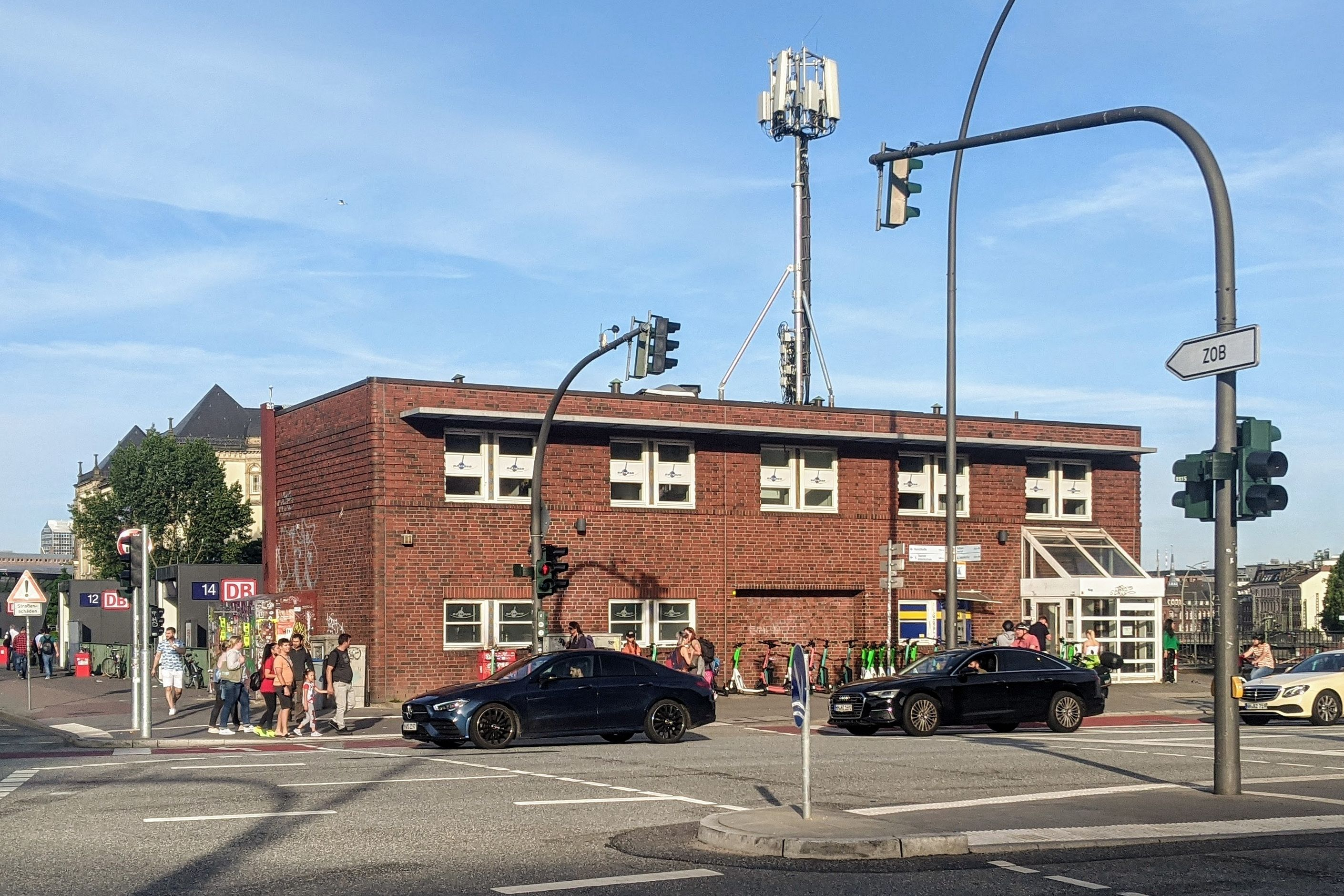
Ehemaliger Eilpostpavillon am Hamburger Hauptbahnhof

Nach Inkrafttretens der Verfassung des Norddeutschen Bundes am 1. Juli 1867 trat gleichzeitig eine Neuordnung des Postwesens in Kraft. Nachdem am 1. Januar 1868 die Norddeutsche Bundespostverwaltung ihre Arbeit aufnahm, wurde der Bahnpostdienst nur noch durch Bahnposten der Norddeutschen und der Königlich Bayerischen Postverwaltung betrieben. Am 1. April 1868 wurden die Eisenbahnpostämter gegründet.
Bei Gründung des Deutschen Reichs 1871 gingen die vorher schon zu einem großen Teil im Norddeutschen Bund vereinigten deutschen Postverwaltungen mit Ausnahme von Bayern und Württemberg in der Reichs-Post- und Telegraphenverwaltung auf. Mit § 4 des Gesetzes über das Postwesen im Deutschen Reich vom 28. Oktober 1871 blieb der Sachverhalt des § 36 des Eisenbahngesetzes erhalten. Am 5. Januar 1875 wurden die Bezeichnungen „Bahnpostamt“ und „Bahnpost“ allgemein eingeführt. Am 20. Dezember 1875 erschien ein neues Gesetz unter dem Titel „Gesetz, betreffend die Abänderung des § 4 des Gesetzes über das Postwesen des Deutschen Reiches vom 28.10.1871“. Es wurde kurz als „Eisenbahnpostgesetz“ bezeichnet.
In den ersten Jahrzehnten lag die Bearbeitung der Postsendungen in den Bahnposten ausschließlich in den Händen von Beamten des mittleren Dienstes; Beamte des einfachen Dienstes leisteten nur Hilfsdienste (Öffnen und Schließen der Briefbunde und Beutel, Stempeln usw.).
1871 wurde aber auch den Beamten des einfachen Dienstes ein Teil der Bahnpostgeschäfte, insbesondere die Verteilung der gewöhnlichen und eingeschriebenen Briefsendungen, zur selbständigen Erledigung übertragen. Es entstanden die so genannten „Schaffnerbahnposten“, d. h. nur mit Beamten des einfachen Dienstes besetzte Bahnposten. Zur Unterscheidung von ihnen erhielten die Bahnposten, in denen Beamte des mittleren Dienstes tätig waren, den Namen „Beamtenbahnposten“. Mit dem Gesetz zur „Verpflichtung der Eisenbahnen untergeordneter Bedeutung für die Zwecke des Postdienstes“ vom 28. Mai 1879 wurde die Bahnpost auch auf Nebenstrecken eingeführt und am 28. Juli 1892 wurden die Sondervorschriften des preußischen Kleinbahngesetzes für alle Kleinbahnen im Reich gültig. Die Aufgaben der Schaffnerbahnposten wurden nach und nach erweitert, sie verkehrten nicht nur wie anfangs in den weniger bedeutenden Zügen, namentlich auf Nebenstrecken, sondern auch auf wichtigen Strecken. Damit hatte die Trennung an Bedeutung verloren und wurde schließlich 1922 fallengelassen; seitdem gab es nur die einheitliche Bezeichnung „Bahnpost“.
Um 1914 waren insgesamt 2400 Bahnpostwagen in Deutschland im Einsatz, in denen etwa 8000 Mitarbeiter beschäftigt waren.
Zum 1. April 1920 wurde zwischen dem Deutschen Reich und den acht deutschen Eisenbahnländern ein Staatsvertrag geschlossen, mit dem die Ländereisenbahnen in das Eigentum der nunmehrigen Deutschen Reichsbahn (bis 1921 zunächst als Deutsche Reichseisenbahnen bezeichnet) und damit in Reichseigentum übergingen. Gleichzeitig kam es zur Einführung des einheitlichen Zug-Nummern-Systems nach dem Gesamtfahrplan der ehemals Preußischen Staatsbahnen.
Infolge der Inflation verfügte das Reichspostministerium am 16. November 1923 Einschränkungen für den Bahnpostdienst, nachdem die Bahn am 12. November umfangreiche Einschränkungen im Personenzugverkehr verkündet hatte. Am 13. Juni 1924 ermächtigte das Reichspostministerium die Oberpostdirektionen (OPD), denen Bahnpostämter (BPÄ) untergeordnet waren, zur selbständigen Wiedereinrichtung von Bahnposten auf minder wichtigen Hauptbahnen sowie auf Neben- und Kleinbahnen.
Nachdem der Reichstag am 18. März 1924 das „Reichspostfinanzgesetz“ beschlossen hatte, welches ab 1. April das alte Postgesetz ablöste, war die Post aus dem Staatshaushalt herausgelöst und entsprach einem selbständigen Staats-Unternehmen. Daraufhin wurde die Unentgeltlichkeit der Leistungen der Reichsbahn gegenüber der Post durch § 13 des Gesetzes über die Deutsche Reichsbahn-Gesellschaft aufgehoben. 1936 setzten Versuche ein, sich mit Omnibussen vom starren Bahnfahrplan zu lösen (Pilotstrecken waren Berlin-Leipzig und Berlin-Stettin).

#### Deutsche Schutzgebiete und Kolonien
Ein, wenn auch recht beschränkter, Bahnpostdienst wurde nach und nach auch in den früheren Kolonien und Schutzgebieten eingerichtet. In Ostafrika 1903 auf der Usambarabahn und 1912 auf der Tanganjikabahn. In Kamerun 1911 auf der Manengubabahn. In Kiautschou 1904 auf der Schantung-Bahn. Auf chinesischem Gebiet (Deutsche Post in China) verkehrte ferner eine deutsche Bahnpost auf der Strecke Schanhaikwan–Tongku–Tientsin–Peking. Begleitet wurden alle diese Bahnposten von Einheimischen.

### Deutschland nach 1945
Unter Aktenzeichen Pr/II/2a 1-2450-0 teilte die Deutsche Zentralverwaltung für das Post- und Fernmeldewesen in einem Telegramm mit, dass der Postverkehr zwischen den vier Besatzungszonen wieder hergestellt wird. Bei der Deutschen Bundespost war das Posttechnische Zentralamt (PTZ) und bei der Deutschen Post der DDR das Institut für Post- und Fernmeldewesen (IPF) maßgeblich an der Entwicklung der als Bahnpostwagen eingesetzten Fahrzeuge beteiligt.
Mit Einführung des Winterfahrplans 1952/53 erfolgte in der DDR eine Neuaufteilung aller Eisenbahnstrecken auf die BPÄ und außerdem ein Übergang von Bahnpostangelegenheiten von den betriebsführenden Ämtern auf die BPÄ.
Zur schnelleren Beförderung wurde Überland-Post nur grob nach Richtung vorsortiert und in Beuteln zu den Bahnpostämtern gebracht, die sie an die Bahnpostwagen weitergaben, die an Reisezüge angehängt wurden. Bis zu 20 Postbeamte (Postschaffner, später Bahnpostbegleiter) sortierten die Briefe und Zeitungen während der Fahrt nach Orten. Das Personal musste über gute geographische Kenntnisse verfügen. Die Beutel mit der jeweiligen Orts- oder Streckenpost wurden dann beim Halt ausgeladen zur ortsinternen Weiterleitung oder zur Weiterführung zu anderen Bahnpoststrecken.
Die während eines Halts auf einem Bahnhof in den Briefschlitz eines Bahnpostwagens eingeworfene Post wurde im Wagen mit einem Bahnpoststempel abgestempelt. Er hatte gegenüber dem Tagesstempel eine ovale Form und enthielt Angaben zum Kurs (z. B. Köln–Berlin), die Zugnummer und das Datum. Daneben gab es einen speziellen Bahnpoststempel mit dem Zusatz „Nachträglich entwertet“ für Sendungen, die vom Bahnpostamt angeliefert wurden und deren Briefmarken noch nicht entwertet waren. Briefe mit Bahnpoststempeln, speziell von seltenen Nebenstrecken oder speziellen Fahrten, sind heute bei Sammlern sehr begehrt.
Man unterscheidet verschiedene Typen von Bahnpostwagen je nach ihrer Ausstattung: Briefbahnpostwagen für die ausschließliche Bearbeitung von Briefen, Paketbahnpostwagen für die ausschließliche Bearbeitung von Paketen und Alles-Bahnpostwagen zur Bearbeitung von Briefen und Paketen. Daneben gab es Päckereiwagen, die lediglich zum Transport und Umarbeitung von Paketen vorgesehen waren, Postabteile in auch noch anderweitig genutzten Bahnwagen usw.
Ende der 1950er Jahre wurde die Bahnpost auf Briefkartenschlüsse und Zeitungen durch Eisenbahnzugpersonal (E-Beförderung) und Zeitungen durch Eisenbahnzugpersonal (Z-Beförderung) beschränkt.
Durch die Einführung der Postleitzahlen wurde wie überall im Sortierbetrieb die Arbeit des Sortierens sehr erleichtert. Ab dem Sommerfahrplan 1969 fielen die Briefbahnposten weg und das Postleitheft der DDR vermerkte eine neue Struktur, wobei es keine E- und Z-Beförderung mehr gab, nur noch Alles-, Päckerei-, Lade- und Transport-Bahnpost. Ab dem Sommerfahrplan 1970 wurden im Postleitheft die zuständigen BPÄ mit der ersten Ziffer ihrer Postleitzahl gekennzeichnet, z. B. BPA 1005 Berlin, BPA 4005 Halle, BPA 5005 Erfurt, BPA 7005 Leipzig.
Eine weitere Erleichterung war der Einsatz von Rollcontainer-Systemen, die insbesondere bei der Deutschen Post in der DDR flächendeckend und standardisiert zum Einsatz kamen.
Bahnpostwagen waren in reguläre Züge eingestellt; dies waren meist Eilzüge. Teilweise wurden die Wagen auch zwischen Zügen gewechselt. Eine an den Wagen gesteckte gelbe Fahne (Fahrzeugsignal Fz 2) signalisierte dem Rangierlokführer den Aufenthalt von Personen im Wagen, so dass vorsichtig rangiert werden musste. Es gab auch Züge, die ausschließlich aus Bahnpostwagen bestanden; bei der Deutschen Bundesbahn verkehrten sie als Expressgutzüge (Expr), später auch ExpressIC, bei der Deutschen Reichsbahn als Gepäck-/Expressgutzüge (Gex). Aufgrund der oft vorhandenen Nähe der Postämter zum Bahnhof waren die Züge mit den Bahnpostwagen auf die Zustellzeiten der Briefträger abgestimmt, so dass zum Beispiel in kleineren Städten die Postsäcke mit der Briefpost für den jeweiligen Ort frühmorgens mit dem ersten Zug ausgeladen wurden. Briefpost für andere Ort konnte dagegen erst im Laufe des Tages sortiert und spätestens dem letzten Abendzug mitgegeben werden.

### Deutschland ab 1989
Bis 1997 verkehrten spezielle Post InterCitys in Deutschland mit Geschwindigkeiten von bis zu 200 km/h. Briefe und Pakete wurden dabei während der Fahrt sortiert. Der Bahnpostbetrieb (für Briefpost) wurde Ende Mai 1997 eingestellt. Ein Grund für die Einstellung war die Übernahme der Sortierung durch neue automatisierte Briefverteilzentren, die teilweise ohne Gleisanschluss geplant wurden. Außerdem konnte das bereits bestehende deutsche Nachtluftpostnetz genutzt werden. Die Deutsche Post AG erklärte, die Deutsche Bahn sei nicht in der Lage gewesen, die gewünschten Fahrplanlagen zu halten.
Drei Jahre später „ruderte“ die Deutsche Post wieder zurück, nachdem sich gezeigt hatte, dass die LKW nicht in der Lage waren, den gesamten Postverkehr zu übernehmen. Die Bahn transportiert zwar keine Briefe mehr, die Post wird auch nicht mehr während der Fahrt sortiert, aber der Transport von Päckchen und Paketen erfolgt nun in Containern der Post bzw. DHL, sowohl in reinen Postcontainerzügen („Parcel InterCity“) als auch in „normalen“ Container- und Kombiverkehrszügen (siehe auch Containerisierung). Für einzelne besonders eilige Sendungen wird die Mitnahme in Zügen als IC-Kurierdienst angeboten. Gestiegene Preise für und Steuern auf Dieselkraftstoff sowie die LKW-Maut in Deutschland (seit 2005) haben die Wettbewerbssituation zwischen Bahn und LKW beeinflusst. Durch den (Stand 2013) stark gestiegenen Internethandel hat die Zahl der Päckchen und Pakete stark zugenommen, während die Zahl der Briefe angesichts von Fax, E-Mail und anderen Formen elektronischer Kommunikation zurückgegangen ist.
In der Eisenbahn-Fachzeitschrift Privatbahn Magazin berichtet Tobias Meyer, DHL-Vorstand Post & Paket, 2021 darüber, dass die Deutsche Post DHL Group an einem Konzept arbeitet, um den Anteil von Paketsendungen von aktuell zwei Prozent auf langfristig 20 Prozent zu erhöhen.

## Abwerfen von Briefbeuteln
Bis zum Anfang des 20. Jahrhunderts wurde das Abwerfen von Briefbeuteln auf Bahnhöfen während der Durchfahrt des Zuges praktiziert. Briefbeutel durften nicht mehr als 6 kg wiegen. Sie wurden in Fahrtrichtung des Zuges etwas seitwärts „mit mäßiger Kraftanstrengung“ abgeworfen. Bei Erreichen der Abwurfstelle gab der Lokomotivführer ein Signal mit der Dampfpfeife. Der zur Annahme der Beutel am Bahnsteig anwesende Beamte trug bei Dunkelheit eine Laterne mit Milchglasscheiben, deren eine mit der Inschrift POST versehen war. Diese Inschrift wurde dem Zug entgegengehalten. Da beim Abwerfen oft Unfälle oder Beschädigungen der Sendungen vorkamen, wurde das Verfahren 1900 von der Deutschen Reichspost eingestellt, Bayern folgte am 1. Mai 1904. In Deutschland kamen Postfanghaken nicht zum Einsatz.

## Bahnpoststempel
Die ersten Bahnpoststempel waren in unterschiedlichsten Formen hergestellt. So gab es Einkreis- und Zweikreisstempel, Stempel mit Achteckrahmen. Im Bereich des Norddeutschen Bundes finden wir die sogenannten Preußischen Dreizeiler. Mit Verfügung Nr. 93 der ersten Abteilung des Reichs-Postamtes vom 21. September 1883 wurde die Einführung ovaler Kursstempel (Stumpfoval) mit Zugnummern entsprechend dem Eisenbahnfahrplan befohlen. 1906 wurde die Einführung eines neuen Ovalstempels (Spitzoval) verfügt. Allerdings trat diese Verfügung nur bei neuen Bahnstrecken in Kraft, bzw. sollten die Stumpfovalstempel, wenn sie verschlissen waren, durch die Spitzovalstempel ersetzt werden. Im Gegensatz zu den Stumpfovalstempeln, die Stecktypen für Datum und Zugnummer hatten, waren die bei den Spitzovalstempeln mit Typenrädern einstellbar. Bei manchen Strecken dauerte die Neueinführungs bis um 1930. Laut Verfügung Nr. 155 im Amtsblatt 20/1931 wurden die bei den Bahnposten gebrauchten Stempel als „Streckenstempel“ bezeichnet. Im September 1933 trat nochmals eine Änderung ein, als das Reichspostzentralamt mit Mitteilung 427 482/1 erklärte, dass alle Stempel mit Streckenangaben als Streckenstempel bezeichnet werden, bei Bahnposten speziell als „Bahnpoststempel“.

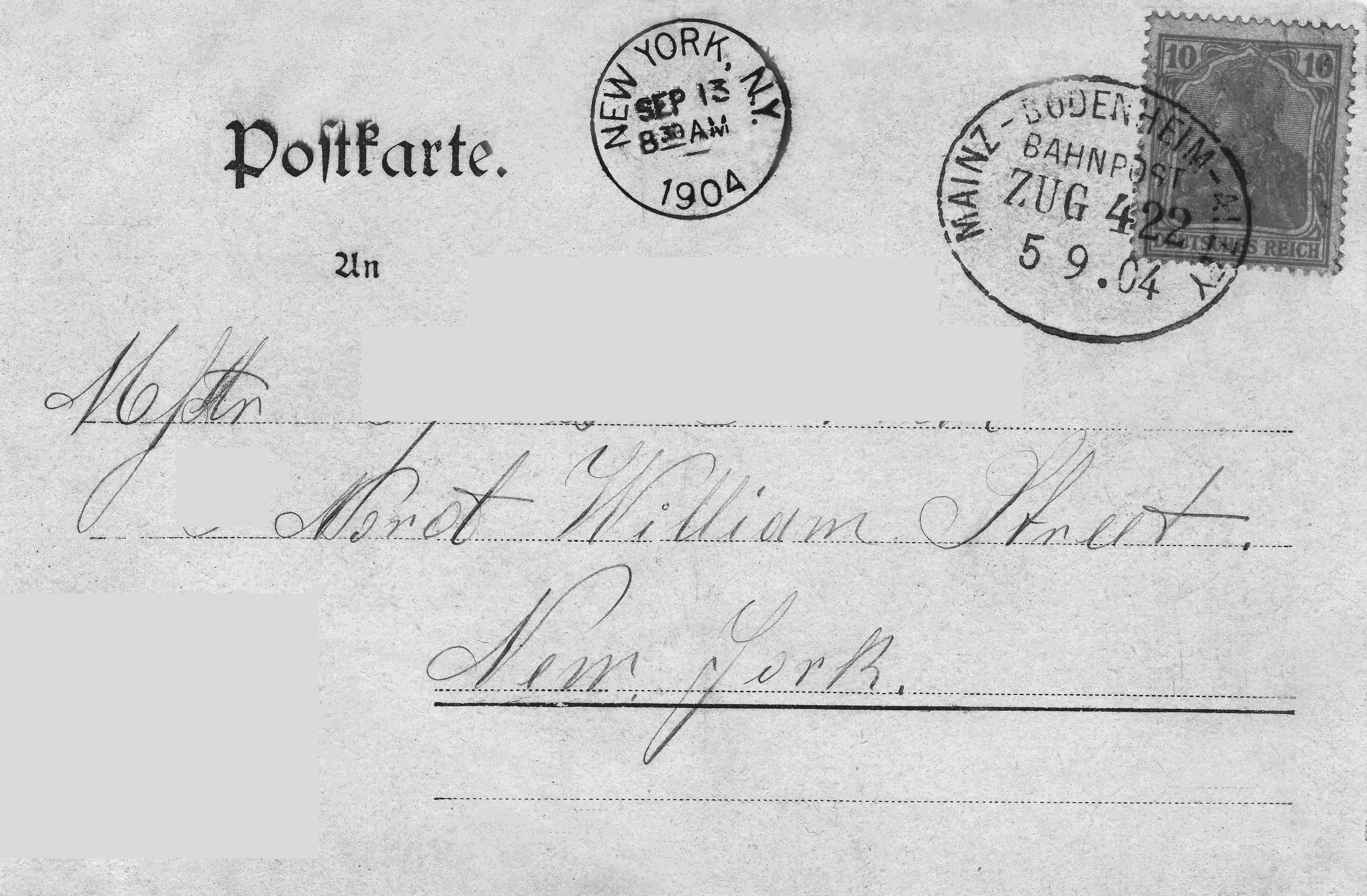
Postkarte mit Zug auf der Bahnstrecke Bodenheim–Alzey befördert (Stumpfovalstempel) und dann weiter nach New York, in 8 Tagen, im Jahr 1904
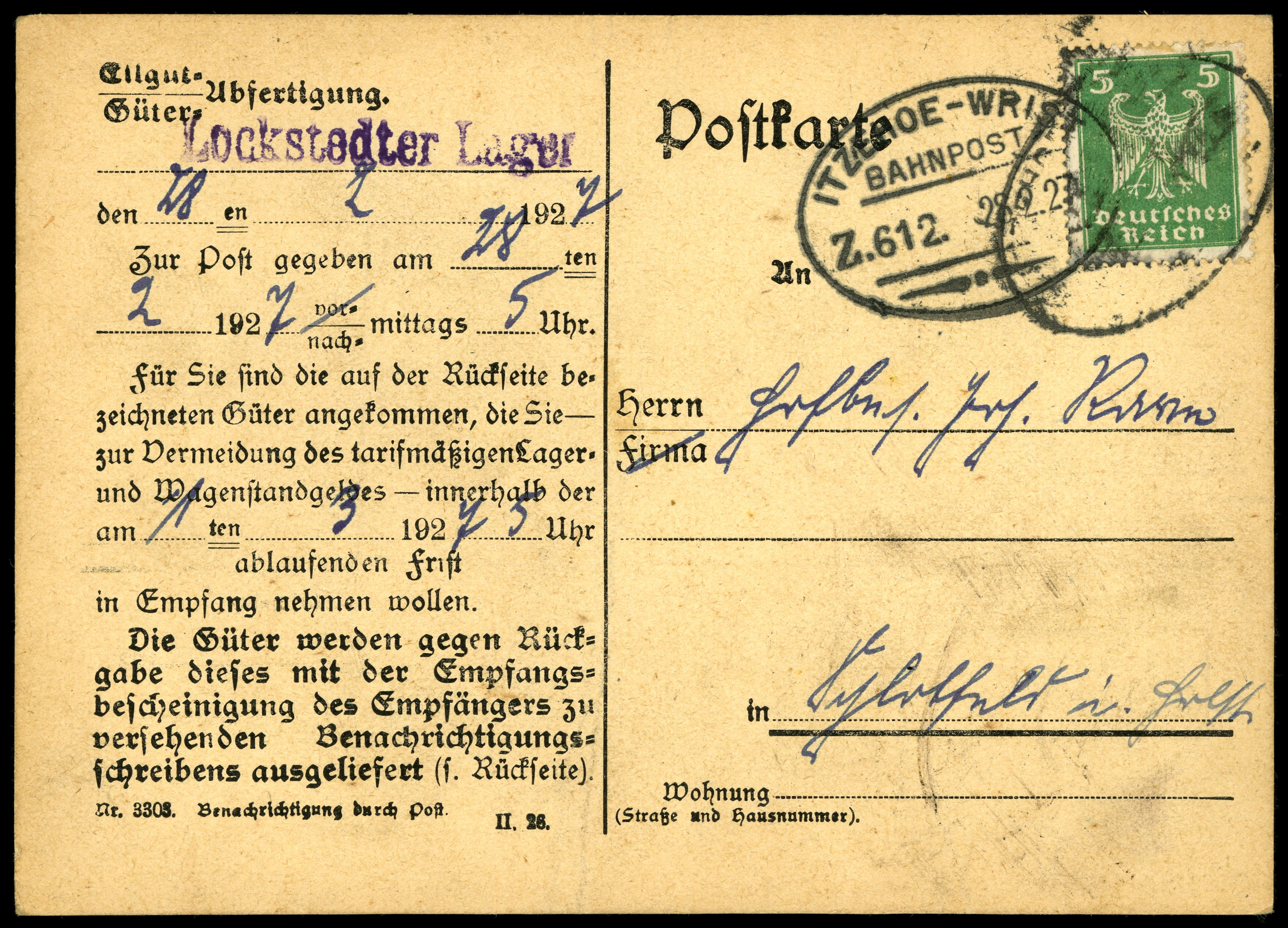
Postkarte mit Bahnpoststempel (Spitzovalstempel), Strecke Itzehoe–Wrist, Streckenlänge nur 21 km

## Museen
Viele Postwagen werden durch Eisenbahnvereine teilweise betriebsfähig museal erhalten.
- Die Bundesarbeitsgemeinschaft Bahnpost e. V. betreibt mit ihren voll ausgestatteten Bahnpostwagen in Losheim am See ein Bahnpostmuseum[29] und setzt die Wagen auch in historischen Postsonderzügen ein oder lässt sie bei Sonderzügen von Museumsbahnen mitfahren.
- 13 historische Bahnpostwagen aller Epochen des Museums für Kommunikation sind im Bahnpark Augsburg abgestellt. Ein Bahnpostwagen aus dem Jahr 1926 kann neben anderen Postfahrzeugen besichtigt werden
- Bei der Schienenverkehrsgesellschaft überlebten viele ehemalige Bahnpostwagen als Disco-, Bar- und Gepäckwagen.